# تپه قبر اللهوردی
تپه قبر اللهوردی در شهرستان هرسین، بخش مرکزی، ۷۰۰ متری ضلع شرقی روستای صوفی وند واقع شده و این اثر در تاریخ ۲۶ اسفند ۱۳۸۷ با شمارهٔ ثبت ۲۵۴۱۱ به‌عنوان یکی از آثار ملی ایران به ثبت رسیده است.